# Дрогомисль
Дрогомисль (пол. Drogomyśl, нім. Drahomischl) — село в Польщі, у гміні Струмень Цешинського повіту Сілезького воєводства.
Населення — 2181 особа (2011).
У 1975-1998 роках село належало до Бельського воєводства.

## Демографія
Демографічна структура станом на 31 березня 2011 року:
|          | Загалом | Допрацездатний вік | Працездатний вік | Постпрацездатний вік |
| -------- | ------- | ------------------ | ---------------- | -------------------- |
| Чоловіки | 1098    | 244                | 737              | 117                  |
| Жінки    | 1083    | 212                | 646              | 225                  |
| Разом    | 2181    | 456                | 1383             | 342                  |